# ورغة سران
ورغة سران هي قرية في مقاطعة سرعين، إيران. يقدر عدد سكانها بـ 714 نسمة بحسب إحصاء 2016.